# Шабушево
Шабушево — деревня в Талдомском районе Московской области России, входит в состав сельского поселения Ермолинское. Население — 4 чел. (2010).

## География
Расположена на севере Московской области, в северо-восточной части Талдомского района, примерно в 19 км к северо-востоку от центра города Талдома, на правом берегу впадающей в Угличское водохранилище реки Хотчи. Ближайшие населённые пункты — деревни Ермолино, Станки и Храброво. Южнее деревни находится участок «Апсаревское урочище» государственного природного заказника «Журавлиная родина».

## Население
| 1859 | 1888 | 1926 | 2002 | 2006 | 2010 |
| ---- | ---- | ---- | ---- | ---- | ---- |
| 228  | ↗313 | ↘257 | ↘7   | ↘3   | ↗4   |

## История
В «Списке населённых мест» 1862 года — владельческая деревня 2-го стана Калязинского уезда Тверской губернии между Дмитровским и Углицко-Московским трактами, в 42 верстах от уездного города и 7 верстах от становой квартиры, при реке Хотче, с 28 дворами и 228 жителями (108 мужчин, 120 женщин).
По данным 1888 года входила в состав Озерской волости Калязинского уезда, проживало 313 человек (143 мужчины, 170 женщин).
По материалам Всесоюзной переписи населения 1926 года — деревня Жизнеевского сельского совета Озерской волости Ленинского уезда Московской губернии, в 13,9 км от шоссе Углич — Сергиев и 13,9 км от станции Талдом Савёловской железной дороги, проживало 257 жителей (118 мужчин, 139 женщин), насчитывалось 55 хозяйств, из которых 47 крестьянских.
С 1929 года — населённый пункт в составе Ленинского района Кимрского округа Московской области.
Постановлением ЦИК и СНК от 23 июля 1930 года округа как административно-территориальные единицы были ликвидированы. Постановлением Президиума ВЦИК от 27 декабря 1930 года городу Ленинску было возвращено историческое наименование Талдом, а район был переименован в Талдомский.
1930—1952 гг. — деревня Станковского сельсовета Талдомского района.
1952—1954 гг. — деревня Жизнеевского сельсовета Талдомского района.
1954—1963, 1965—1994 гг. — деревня Ермолинского сельсовета Талдомского района.
1963—1965 гг. — деревня Ермолинского сельсовета Дмитровского укрупнённого сельского района.
1994—2006 гг. — деревня Ермолинского сельского округа Талдомского района.
С 2006 г. — деревня сельского поселения Ермолинское Талдомского муниципального района Московской области.